# Little Boots
Вікторія Крістіна Гескет, сценічне ім'я Little Boots (англ. Victoria Christina Hesketh; нар. 4 травня 1984, Блекпул, Ланкашир, Велика Британія) — британська електронік-співачка, авторка-виконавиця та ді-джейка. У 2009 випустила свій дебютний студійний альбом «Hands». У 2013 вийшов альбом «Nocturnes», а у 2015 альбом «Working Girl».

## Життєпис
Вікторія Крістіна Гескет народилася 4 травня 1984 у місті Блекпул британського графства Ланкашир. Найстарша дитина в родині; має трьох молодших братів.

## Особисте життя
Вказала The Human League, Pink Floyd, Брітні Спірс та Captain Beefheart найбільшими впливами на свій музичний стиль.

## Дискографія
- Hands (2009)
- Nocturnes (2013)
- Working Girl (2015)

## Нагороди та номінації
| Рік  | Нагорода                         | Реципієнт         | Категорія                       | Результат |
| ---- | -------------------------------- | ----------------- | ------------------------------- | --------- |
| 2008 | Popjustice £20 Music Prize       | "Stuck on Repeat" | Best British Pop Single         | Номінація |
| 2009 | Popjustice £20 Music Prize       | "New in Town"     | Best British Pop Single         | Номінація |
| 2009 | Brit Awards                      | Herself           | Critics' Choice                 | Номінація |
| 2009 | NME Awards                       | Herself           | Best Band Blog or Twitter       | Номінація |
| 2009 | MTV Europe Music Awards          | Herself           | Best Push Act                   | Номінація |
| 2010 | International Dance Music Awards | Herself           | Best Breakthrough Artist (Solo) | Перемога  |
| 2010 | Meteor Music Awards              | Herself           | Best International Female       | Номінація |
| 2015 | UK Music Video Awards            | Taste It          | Best Art Direction & Design     | Номінація |
| 2015 | UK Music Video Awards            | Taste It          | Best Dance Video                | Номінація |